# David Preece
David Preece, né le 26 août 1976 à Sunderland, en Angleterre, est un footballeur anglais. Il jouait de 2009 à 2012 au poste de gardien de but pour le club de Barnsley qui évoluait en Championship (deuxième division anglaise). Il a joué dans sa carrière plus de 50 matchs en première division écossaise.

## Carrière
Après avoir commencé sa carrière de gardien de but de football dans le club de sa ville natale, le Sunderland, David Preece signe à Darlington en 1997 et, en deux saisons, y totalise plus de 100 matchs joués. Il part ensuite en Écosse où il reste 6 ans, comme gardien du club d'Aberdeen où il joue aussi plus de 100 matchs.
Entre 2005 et 2009, il découvre le Danemark et joue pour les clubs de Silkeborg IF et d'Odense Boldklub. Finalement, il rentre en Angleterre en 2009, dix ans après l'avoir quittée et s'engage au club de Barnsley, le 20 juillet 2009. En mars 2010, il prolonge son contrat pour une année supplémentaire, malgré la concurrence de Luke Steele qui le contraint à un rôle de remplaçant. À la fin de la saison 2011-12, il est libéré du club.
Début décembre 2012, il signe en faveur de Lincoln City.